# 生查子
生查子，词牌名。本为唐代教坊曲。雙調四十字，上下阙各四句、兩仄韻，上去通押。

## 异名
因朱希真詞有「遙望楚雲深」句，故又名《楚雲深》；因韓淲詞有「山意入春晴，都是梅和柳」句，故又名《梅和柳》，又因同一詞中有「晴色入青山」句，故又名《晴色入青山》。

## 词牌格式
註：
平表示平聲，
仄表示仄聲，
仄表示本仄可平，
平表示本平可仄，粗體表示韻腳。

### 正體
雙調四十字，上下阙各四句、兩仄韻，上去通押。

仄仄仄平平，仄仄平平仄。仄平仄仄平，仄仄平平仄。

仄仄仄平平，平仄平平仄。平仄仄平平，平平仄平仄。

例词：
- 韓偓

侍女動妝奩，故故驚人睡。那知本未眠，背面偷垂淚。
懶卸鳳頭釵，羞入鴛鴦被。時復見殘燈，和煙墜金穗。
- 欧阳修[1]《元夕》[2][3]

去年元夜时，花市灯如昼。月上柳梢头，人约黄昏后。
今年元夜时，花与灯依旧。不见去年人，泪满春衫袖。
- 賀鑄

西津海鶻舟，徑度滄江雨。雙艫本無情，鴨軋如人語。
揮金陌上郎，化石山頭婦。何物系君心？三歲扶妝女。

### 變體
雙調四十字，前段四句、兩仄韻，後段四句、三仄韻。下闋第一句用韻，見於《樽前集》，且唐詞僅有此體。

平平平仄平，仄仄平平仄。仄仄仄平平，仄仄平平仄。
仄平平仄仄，仄仄平平仄。平仄仄平平，平仄平平仄。

例词：
- 劉侍讀

深秋更漏長，滴盡銀台燭。獨步出幽閨，月晃波澄綠。
芰荷風乍觸，一對鴛鴦宿。虛掉玉釵驚，驚起還相續。